# Billingsfors IK
Billingsfors IK – szwedzki klub piłkarski założony 26 maja 1906 z siedzibą w Billingsfors. Swoje mecze rozgrywa na Lövåsvallen w Billingsfors. Klub gra obecnie (sezon 2016) w Division 5 (siódmy poziom rozgrywkowy). W sezonie 1946/1947 klub grał w Allsvenskan, jednakże zakończył rozgrywki na ostatniej pozycji, nie wygrywając ani jednego meczu i notując trzy remisy. W 2012 wycofał się z rozgrywek Division 6 ze względu na zbyt małą liczbę zawodników w składzie, jednakże powróciło do nich w 2014 pod nazwą Ärtemarks IF/Billingsfors po fuzji z Ärtemarks IF. Zawodnikami klubu byli m.in. Willis Karlsson czy Ingvar Rydell.